# دی‌اچ‌ال اوییشن
دی‌اچ‌ال اوییشن (به انگلیسی: DHL Aviation) یکی از شرکت‌های زیرمجموعهٔ دی‌اچ‌ال (با مالکیت دویچه پست) است که ترابری هوایی این شرکت را برعهده دارد. این شرکت صرفاً یک شرکت هواپیمایی نیست بلکه صاحب، شریک یا اجاره‌کنندهٔ چندین شرکت زیرمجموعهٔ دیگر است.

## شرکت‌های زیرمجموعه
- یوروپین ایر ترنسپورت لایپزیگ: مسئول بخش اعظمی از شبکهٔ اروپایی و نیز مسیرهای دوربُرد در خاورمیانه و آفریقا است. قطب این شرکت در فرودگاه لایپزیگ/هال قرار دارد و ۱۱ فروند بوئینگ ۷۵۷ باری و ۲۱ فروند ایرباس ای۳۰۰-۶۰۰ باری در اختیار دارد.
- دی‌اچ‌ال ایر بریتانیا
- DHL Aero Expreso: شرکت زیرمجموعه در آمریکای لاتین است و قطب آن در توکومن، پاناما قرار دارد.
- SNAS/DHL : مقصدهای خاورمیانه را از طریق قطبش در فرودگاه بین‌المللی بحرین تحت پوشش قرار می‌دهد.
- بلو دارت اوییشن: در فرودگاه بین‌المللی چنای، چنای، هند قرار دارد.[۱]

دی‌اچ‌ال اوییشن مالک شرکت‌های زیر نیز هست:
- دی‌اچ‌ال دو گواتمالا,، گواتمالا.
- Aero Express Del Ecuador، اکوادور.

دویچه پست در شرکت‌های هواپیمایی زیر نیز دارای سهام است و برخی از آن‌ها تحت نام دی‌اچ‌ال مورد استفاده قرار می‌گیرند:
- آئرولوگیک، لایپزیگ، آلمان (۵۰٪).
- ایر هنگ‌کنگ، هنگ‌کنگ (۴۰٪).
- ای‌بی‌ایکس ایر ایالات متحدهٔ آمریکا (۰٪، قراردادی).
- پولار ایر کارگو، ایالات متحدهٔ آمریکا (۴۹٪).
- Southern Air، ایالات متحدهٔ آمریکا(۰٪، قراردادی).
- سولنتا اوییشن، ژوهانسبورگ، آفریقای جنوبی (نامشخص).
- Tasman Cargo Airlines، سیدنی، استرالیا (۴۹٪).

## ناوگان هوایی
- اطلاعات ناوگان‌های ای‌بی‌ایکس ایر، سولنتا اوییشن، Cargo Air، Swiftair، ای‌اس‌ال ایرلاینز سوئیس، آئروناوس تی‌اس‌ام و  Transmile Air Services  را شامل نمی‌شود.